# Samuel Fredrik von Born
Samuel Fredrik von Born, född 2 juli 1782 i Lovisa, död 15 november 1850 i Helsingfors, var en finländsk militär och ämbetsman. Han var far till Johan August von Born. 
Samuel Fredrik von Born förde i kriget 1808–1809 först befälet över Savolaxbrigadens artilleri och var sedan adjutant under Johan August Sandels och Georg Carl von Döbelns kommando (möjligen förebild till adjutanten i Johan Ludvig Runebergs dikt Sandels). Vid fälttågets slut inköpte han godset Gammelbacka i Borgå socken. Han blev 1820 landshövding i Uleåborgs län och 1826 ledamot av senatens ekonomiedepartement, där han var tillförordnad viceordförande; avgick 1828 till följd av en tvist med generalguvernör Arsenij Zakrevskij.

## Utmärkelser
- Riddare av Svärdsorden,  1809[3]
- Sankt Vladimirs orden, andra klassen,  1826[3]
- Sankt Annas orden, andra klass[3]

[Redigera Wikidata]